# 抚州东站
抚州东站是为沪昆客专杭长段在江西省东乡区内设立的一个高铁站点，位于江西省东乡区亭子上村。抚州东站已于2014年12月10日投入运营。

## 车站结构
车站设2站台4线，其中正线2条，到发线2条，站台为两个侧式站台。站房建筑面积为6000平方米。站房综合楼为一层建筑，局部两层。
本站站台雨棚采用单柱实腹钢框架结构，覆盖面积为8218平方米。
本站区还将新建生产生活用房1656㎡，新建派出所、警务区和岗亭房屋778㎡。

## 历史
抚州东站规划时曾被命名为东乡北站，站房建筑面积为3500平方米。后经过抚州市政府的争取，改名为抚州东站，并扩大了站房规模。